# Galium lucidum
Galium lucidum é uma espécie de planta com flor pertencente à família Rubiaceae. 
A autoridade científica da espécie é All., tendo sido publicada em Auctarium ad Synopsim Methodicam Stirpium Horti Reg. Taurinensis 5. 1773.

## Portugal
Trata-se de uma espécie presente no território português, nomeadamente os seguintes táxones infraespecíficos:
- Galium lucidum subsp. lucidum - presente em Portugal Continental. Em termos de naturalidade é nativa da região atrás referida. Não se encontra protegida por legislação portuguesa ou da Comunidade Europeia.